# Chiesa dei Servi (Faenza)
La chiesa dei Servi è una chiesa di Faenza.
È chiusa dal secondo dopoguerra ed è situata a pochi passi dalla cattedrale, all'incrocio di via Manfredi con il corso Saffi; da tempo è previsto un suo restauro per renderla nuovamente attiva all'uso.

## Storia e descrizione
L'attuale chiesa è una testimonianza dell'architettura del Settecento, infatti venne completamente ricostruita fra il 1726 e il 1735 su un preesistente edificio di culto del 1343 curato ed abitato dai Padri Serviti.
Nell'annesso convento servita abitò il beato Giacomo Filippo Bertoni, il cui corpo rimase esposto al culto nella cappella Manfredi all'interno della chiesa fino al 1944, quando fu traslato in cattedrale.
L'originaria chiesa possedeva una facciata caratterizzata da un portico composto da sei archi ed aveva un campanile eretto, fra il 1758 ed il 1774, da Pietro Borboni; era il più alto di Faenza, ma venne fatto saltare dai tedeschi, come quello della chiesa di Sant'Agostino, durante la seconda guerra mondiale e non venne più ricostruito.
Resti della fiancata meridionale del trecentesco edificio sono visibili dal primo chiostro dell'adiacente Biblioteca Comunale, sorta dove era ubicato il convento dei Padri Serviti.
L'architetto che operò nel rifacimento dell'edificio fu Giuseppe Soratini, che progettò un'imponente facciata, quasi tutta in laterizio, divisa in due ordini e scandita da due coppie di lesene poggianti su degli zoccoli in pietra di Samoggia.